# Prismatocarpus pilosus
Prismatocarpus pilosus är en klockväxtart som beskrevs av Robert Stephen Adamson. Prismatocarpus pilosus ingår i släktet Prismatocarpus och familjen klockväxter. Inga underarter finns listade i Catalogue of Life.